# Gorlicki
Gorlicki là một huyện thuộc tỉnh Małopolskie của Ba Lan. Huyện có diện tích 966 km². Đến ngày 1 tháng 1 năm 2011, dân số của huyện là 107148 người và mật độ 111 người/km².